# Kap Legoupil
Das Kap Legoupil ist ein Kap auf der Westseite der Trinity-Halbinsel im Grahamland auf der Antarktischen Halbinsel. Es markiert die Nordostseite der Einfahrt von der Bransfieldstraße in die Huon Bay. 
Teilnehmer der französischen Antarktisexpedition (1837–1840) unter der Leitung von Jules Dumont d’Urville entdeckten es. Benannt ist es nach dem französischen Maler und Expeditionsteilnehmer Ernest Goupil (1814–1840), der während dieser Forschungsreise an den Folgen der Ruhr starb.